# Kustanaj
Kustanaj (kaz. Қостанай, Kostanaj; ros. Костанай, Kostanaj; w latach 1893–1895 Nikołajewsk) – miasto obwodowe w północnej części Kazachstanu, nad rzeką Toboł. W 2020 liczyło około 250 tys. mieszkańców.
Kustanaj jest położony w północnym Kazachstanie, w północnej części obwodu kustanajskiego nad rzeką Toboł. Miasto znajduje się w miejscu zbiegu kilku krain geograficznych: Wyżyny Turgajskiej i Niziny Zachodniosyberyjskiej. 
Jest ośrodkiem przemysłu chemicznego (sztuczne włókna), metalowego, materiałów budowlanych, skórzano-obuwniczego, odzieżowego, spożywczego. Posiada muzeum regionalne, założone w 1879.

## Edukacja
W mieście znajduje się filia Czelabińskiego Uniwersytetu Państwowego.

## Transport
- Port lotniczy Kustanaj[3]
- Kustanaj jest węzłem kolejowym
- Trolejbusy w Kustanaju

## Sport
Z tego miasta pochodzi drużyna piłkarska Toboł Kustanaj, reprezentująca często Kazachstan w europejskich pucharach.